# 上州家会
上州家会（じょうしゅうやかい）は東京都足立区に本拠を置く的屋系暴力団。

## 歴代会長
- 初代 - 梅津勘兵
- 二代目 - 不明
- 三代目 - 不明
- 四代目 - 矢部昌
- 五代目 - 上田留吉
- 六代目 - 再選
- 七代目 - 横山英三
- 八代目 - 小林源太郎
- 九代目 - 小林道弘
- 十代目 - 穂谷政次
- 十一代目 - 伊藤勝彦